# 麻雀 (任天堂)
『麻雀』（マージャン）は、任天堂より発売されたゲームソフト。

## 概要
1983年8月27日にファミリーコンピュータ用としては初の麻雀ゲームとして発売された。日本国内では当初は3800円だったが、後に4500円に値上げされている。その後、1986年2月21日にディスクシステム用としても同内容で発売された。2001年12月14日発売の『どうぶつの森+』ではゲーム内で遊ぶことができる。
ファミリーコンピュータ初期の作品であり、日本で一番売れた麻雀パッケージソフトでもある。当時多くの子供が親（主に父親）にゲームをねだる際に「麻雀もできる」ということを常套句として用いたと言われており、それが後押しになったと思われる。ゲームを一時休止するポーズ画面ではコーヒーか紅茶の入ったカップのデザインに「TEA TIME」と表示されていた。
なお、アーケード版も発売されており、アーケード版では表裏2画面を使用した対戦プレイが可能である。必ず初級相当のプレイになる（但し思考時間制限は上級相当）、半チャン1回勝負になるなど、若干アーケード向けの調整がなされている。

## ゲーム内容

### ルール
- 2人打ち（ただし2人同時プレイはできず、相手はつねにCPU）。
- 開始時の持ち点は各30,000点。
- プレイヤーが起家（最初の親）。親でない方は必ず南家。
- 起家（最初の親）の選択は不可能で先攻がプレイヤー、後攻がCPUと固定されている。
- 東1局・東2局・南1局・南2局の計4局を半荘とし、それを1ゲームとする。 南2局流局（荒牌平局）の時点で親 (CPU) がノーテンの場合でも半荘終了となる。
- なお半荘終了前に得点がプレイヤー側が+860,000以上もしくはCPU側が-800,000以下になった時点でコールドゲームとなり半荘が強制終了しプレイヤー側の勝利となる。なお東1局（序盤プレイヤー親）であってもこれは成立する。
- 半荘終了時に得点の多い側が1勝となる。いったん点数をリセットして次の半荘を開始。それを繰り返し、どちらかの3勝先取で決着。
- ただし半荘終了時に両者同点だった場合、勝敗はつかず東1局に戻る他、荒牌流局による輪荘の場合は本場数が南2局から継続される。
- 南2局（最終CPU親）になった時点でプレイヤー側の点数が-2,000以下の場合は事実上の詰み状態となり敗北がほぼ確定してしまう。
  - 根拠となるのは前述通り南2局（最終CPU親）ではプレイヤー側が一度でも和了した時点で半荘が終了してしまい連荘ができないことと、子の立場上役満を獲得しても32,000点が上限であり一発逆転を狙うにしても点数が-2,000以下であった場合はそれに届かないためである。
- セーブ機能等は無し。
- 1翻役が確定していない状態でロン和了すると役無しでチョンボになる。食いタンはあり。
- 連荘あり。4本場から二翻縛り（ゲーム中では「リャンシです」と表示）になる。
- 役満の複合はなし。複合時は『門前』限定役が最優先され『門前』及び『副露』どちらも問わない場合はどちらか一方に限定される。例として四暗刻（スウアンコウ）と字一色（ツーイーソウ）とが複合した場合は、『門前』限定役となる四暗刻が優先となる。
- 平和と門前清自摸和の重複を認めない（ピンヅモなし）。
- 四喜和は大四喜、小四喜どちらの形でも同等の扱い。
- 人和は役満扱い。
- 四槓子は4回目のカンが成立した時点で和了とする（四槓子#歴史および原義の四槓子参照）
- 九蓮宝燈は萬子のみ。筒子、索子ではただの清一色になる。
- 大車輪は小車輪の形（「筒子・清一・七対子」の3つの条件成立）でも同等の扱い。
- ドラは表ドラ、裏ドラ、槓ドラ（即乗り）あり。槓ウラはなし。ネクストではなく表示牌現物がドラとなる。
- ノーテン罰符は1500点。形式聴牌でも可（二翻縛り時も同様）。
- ハコはなし。残点が1,000点未満でもリーチ可能。
- チョンボは親で12,000点、子で8,000点（満貫払い）
- 流し満貫、十三不塔、三連刻、四連刻、搶槓は無し。

### 難易度
初級（麻雀を覚えたての人）
- 配牌が甘い。
- チョンボ防止機能があり、以下のことができないようになっている。
  - 役がない状態での和了（二翻縛りの場においては一翻しかつかない状態も含む）
  - フリテンリーチ
  - ノーテンリーチ
  - 二翻縛りの場における、確定役のないリーチ
  - フリテン待ちでのロンあがり
  - リーチ後の当たり牌見逃し

中級（麻雀に強くなりたい人）
- 配牌が少し厳しくなる。
- チョンボがある。
  - リーチ後の当たり牌見逃しのみ不可能
    - ただしフリテンもしくは確定役の有無は問わないため、それによるチョンボはある。

上級（麻雀に自信のある人）
- さらに、配牌が厳しくなる。
- コンピューターが捨牌してから12秒以内にアガリ・ツモ・ポン・チー・カンのいずれかをしないと、強制的にツモがなされる。
- 自分がツモってから12秒以内に打牌しないと、選択している牌が強制的に捨牌となる。
  - ただし上記同様、リーチ後の当たり牌見逃しとなる状況及び、ポン・チー・カンの選択には制限時間が無い。

## 移植版
| No. | タイトル                                      | 発売日                                     | 対応機種         | 開発元                    | 発売元     | メディア                              | 型式       | 売上本数                      | 備考                           |
| --- | --------------------------------------------- | ------------------------------------------ | ---------------- | ------------------------- | ---------- | ------------------------------------- | ---------- | ----------------------------- | ------------------------------ |
| 1   | VS.麻雀                                       | 1984年2月                                  | アーケード       | 任天堂 エス.アール.ディー | 任天堂     | 業務用基板                            | -          | -                             |                                |
| 2   | 麻雀                                          | 1986年2月21日                              | ディスクシステム | 任天堂 エス.アール.ディー | 任天堂     | ディスクカード片面                    | FMC-MJA    | 販売：21万本 書き換え：26万回 |                                |
| 3   | どうぶつの森+                                 | 2001年12月14日 2002年9月15日 2004年9月24日 | ゲームキューブ   | 任天堂                    | 任天堂     | 8cm光ディスク                         | DOL-P-GAFJ | 約99万本 約298万本            | ミニゲームとして収録           |
| 4   | VS. 麻雀                                      | 2020年2月21日                              | Nintendo Switch  | 任天堂 エス.アール.ディー | ハムスター | ダウンロード (アーケードアーカイブス) | -          |                               | アーケード版の移植             |
| 5   | ファミリーコンピュータ Nintendo Switch Online | 2024年7月4日                               | Nintendo Switch  | 任天堂                    | 任天堂     | ダウンロード                          | -          | -                             | ファミリーコンピュータ版の移植 |

## スタッフ
- エグゼクティブ・プロデューサー：山内溥
- プロデューサー：上村雅之
- プログラム：中郷俊彦
- サウンド：兼岡行男